# Pseudophoxinus kervillei
Pseudophoxinus kervillei là một loài cá vây tia thuộc họ Cyprinidae.
Loài này có ở Israel, Jordan, Liban, và Syria.
Môi trường sống tự nhiên của chúng là sông ngòi, sông có nước theo mùa, và hồ nước ngọt.
Chúng hiện đang bị đe dọa vì mất môi trường sống.